# Idioma baalesi
El kacipo-balesi es una lengua nilo-sahariana del grupo súrmico, hablada por las etnias baale y zilmamu de Etiopía y por los kacipo de Sudán del Sur. Se distinguen tres variedades dialectales: balesi (baale), kacipo y zilmamu.